# Corinnomma comulatum
Corinnomma comulatum är en spindelart som beskrevs av Tord Tamerlan Teodor Thorell 1891. Corinnomma comulatum ingår i släktet Corinnomma och familjen flinkspindlar.
Artens utbredningsområde är Nicobarerna. Inga underarter finns listade i Catalogue of Life.